# Ines Citti Lippi
Ines Citti Lippi (Pisa, 1870 – Buenos Aires, 1917) è stata una cantante italiana.

## Biografia
Nata a Pisa nel 1870, ha debuttato al Teatro Dei Ravvivati Costanti di Poggibonsi con Due Foscari nel 1889. Ha iniziato la carriera nei teatri toscani esibendosi al Teatro Pacini di Lucca nel Don Pasquale nel 1890 e Papà Martin di Antonio Cagnoni nel 1891; al Teatro Persio Flacco di Volterra in Nabucco e Beatrice di Tenda nel 1892 e al Teatro Goldoni di Livorno in Carmen. Tra il 1893 e il 1895 interpretò con successo Il ruolo di Gilda in Rigoletto al Teatro Verdi di Firenze; al Teatro del Giglio a Lucca, al Teatro Verdi di Pisa. Per la stagione 1895-96 al Teatro Metastasio di Prato fu scelta per le "eccellenti qualità naturali e artistiche". Nel 1897 e nel 1898 fece le sue prime tournée a Lisbona con Il Guarany, Lucia di Lammermoor e Otello e nel 1903 a Rio de Janeiro e San Paolo.
Nel 1908 traslocò Sudamerica dove continuò ad esibirsi fino al momento del ritiro, proponendo Aida, La Gioconda, Il trovatore, Fedora, Cavalleria rusticana, Pagliacci.
Morì a Buenos Aires nel 1917.

## Discografia

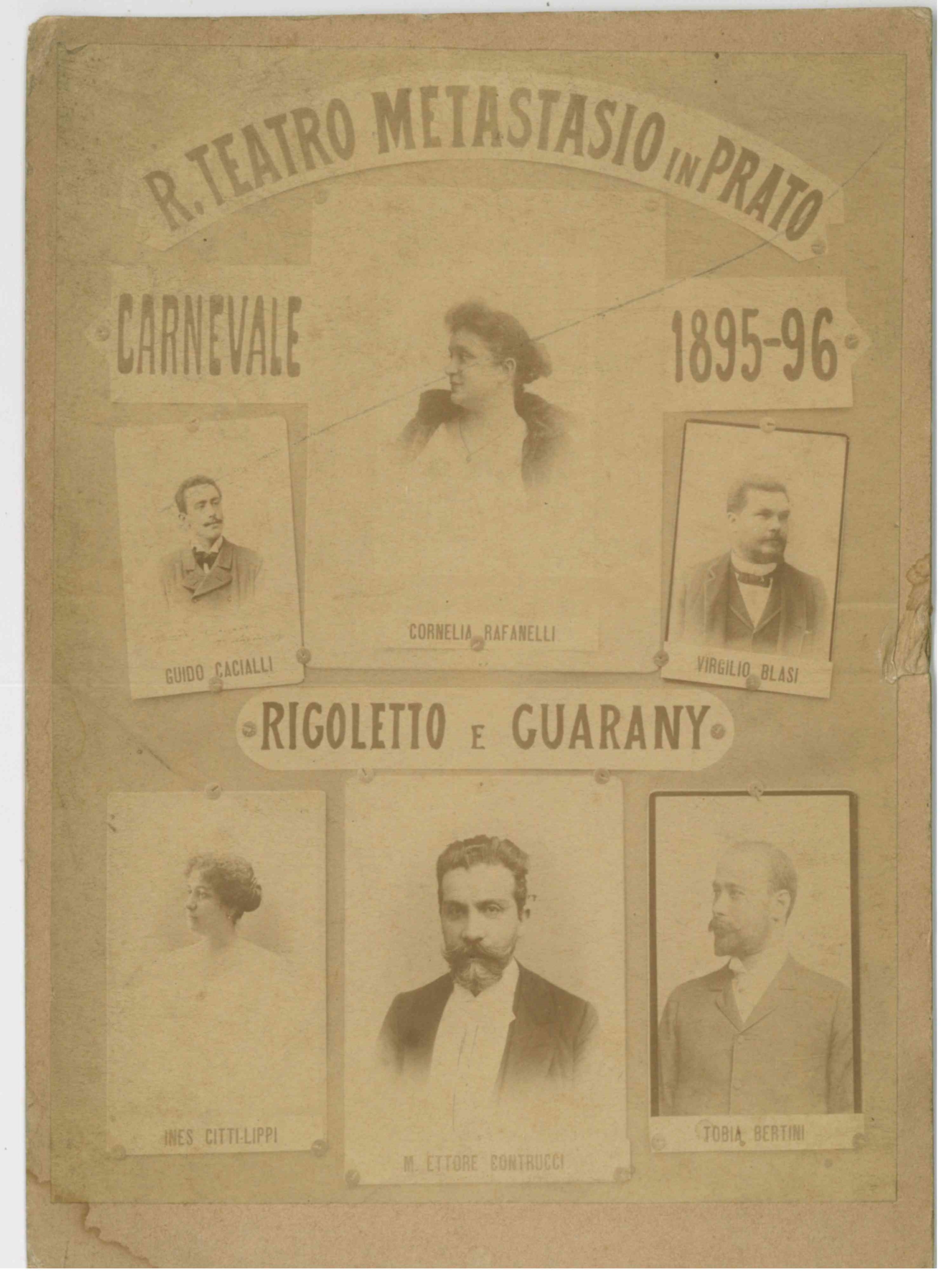
Cartolina postale con gli interpreti di Rigoletto e Guarany al Teatro Metastasio di Prato nel Carnevale 1895-96, con Ines Citti Lippi, Guido Cacialli, Cornelia Rafanelli, Virgilio Blasi, Tobia Bertini ed Ettore Contrucci.

Fu interprete di numerose incisioni discografiche con Gramophone e Odeon Fonotipia. 
| 53323   | Pinsuti: Il libro santo                                | Gramophone record |
| 53324   | Aida: O patria mia                                     | Gramophone record |
| 53327   | Andrea Chenier: La mamma morta                         | Gramophone record |
| 53328   | Gounod: Ave Maria                                      | Gramophone record |
| 53329   | I Pagliacci: Ballatella                                | Gramophone record |
| 053021  | Stabat Mater: Inflammatus                              | Gramophone record |
| 053022  | Il Trovatore: D'amor sull'ali rosee                    | Gramophone record |
| 54045   | I Pagliacci: Duetto Nedda-Silvio (con Emanuele Bucalo) | Gramophone record |
| 054013  | Andrea Chenier: Duetto finale (con Elvino Ventura)     | Gramophone record |
| 7030    | Norma: Deh! Non volerli vittime                        | Odeon Fonotipia   |
| 37023   | Aida: Ritorna vincitor                                 | Odeon Fonotipia   |
| 37045   | Norma: Casta diva                                      | Odeon Fonotipia   |
| 37056   | Aida: Su dunque sorgete (con Ferruccio Corradetti)     | Odeon Fonotipia   |
| 37056-2 | Aida: Su dunque sorgete (con Ferruccio Corradetti)     | Odeon Fonotipia   |
| 37085   | La forza del destino: Madre pietosa vergine            | Odeon Fonotipia   |